# Joanna Wicha
Joanna Beata Wicha z domu Oślak, primo voto Miazgowicz (ur. 9 października 1966 w Białej Podlaskiej) – polska pielęgniarka, działaczka polityczna i związkowa, posłanka na Sejm X kadencji (od 2023).

## Życiorys
Z wykształcenia i zawodu pielęgniarka. W 1986 ukończyła liceum medyczne, a w 2003 uzyskała magisterium z socjologii na Uniwersytecie Warszawskim. Przez ponad 35 lat zawodowo związana ze służbą zdrowia, zatrudniona m.in. w szpitalu dziecięcym. Dołączyła także do Ogólnopolskiego Związku Zawodowy Pielęgniarek i Położnych. Została członkinią zarządu lewicowego Stowarzyszenia Spójnik. Współautorka książki Polka. Stan na 2022.
W 2015 zaangażowała się w działalność polityczną w ramach Partii Razem. Zasiadła w radzie krajowej tego ugrupowania (przemianowanego na Lewicę Razem). W wyborach samorządowych w 2018 bezskutecznie kandydowała na radną Warszawy z ramienia komitetu Jana Śpiewaka (otrzymała 247 głosów). W 2019 bez powodzenia ubiegała się o mandat eurodeputowanej z listy koalicji Lewica Razem (dostała 482 głosy) oraz o mandat posłanki z ramienia SLD (w ramach porozumienia partii lewicowych) z wynikiem 2919 głosów.
W wyborach parlamentarnych w 2023 została wybrana do Sejmu X kadencji. Kandydowała z listy Nowej Lewicy (w ramach umowy między NL i jej partią) w okręgu podwarszawskim, otrzymując 15 324 głosy. W październiku 2024 wraz z grupą innych parlamentarzystek wystąpiła z partii Lewica Razem, pozostając w KKP Lewicy.

## Życie prywatne
Córka Tadeusza i Wandy. Zamężna z Wojciechem, ma córkę. Zamieszkała w Warszawie

## Wyniki wyborcze
| Wybory | Komitet wyborczy | Komitet wyborczy                   | Organ                            | Okręg | Wynik          |
| ------ | ---------------- | ---------------------------------- | -------------------------------- | ----- | -------------- |
| 2018   |                  | KWW Jana Śpiewaka – Wygra Warszawa | Rada m.st. Warszawy              | nr 1  | 247 (0,26%)    |
| 2019   |                  | Lewica Razem                       | Parlament Europejski IX kadencji | nr 4  | 482 (0,03%)    |
| 2019   |                  | Sojusz Lewicy Demokratycznej       | Sejm IX kadencji                 | nr 19 | 2919 (0,21%)   |
| 2023   |                  | Nowa Lewica                        | Sejm X Kadencji                  | nr 20 | 15 324 (2,10%) |